# 溫哥華 (華盛頓州)
温哥华市（英語：Vancouver）是美国华盛顿州的一个城市，位於哥倫比亞河北岸，于1825年开埠，是華盛頓州第四大城，2010年美國人口普查時人口為161,791人。溫哥華为克拉克县的县治，也是波特蘭都會區，美國第23大都會區的一部分。2005年，《金錢雜誌》（Money magazine）將溫哥華列為美國最佳居住城市第91名。

## 歷史
早在美國立國前，已有人在今日溫哥華市一帶居住。當時居住者都是一些美洲土著。在1775年開始有歐洲人踏足該地。但歐洲人正式在溫哥華市定居，則是1824年後的事。這些歐洲人主要是從事皮毛貿易。又在那個時候起，這些帶被美國與英國簽訂的聯合協議下共同管治。
後來由於領土糾紛，1846年再與英國簽訂新協議，溫哥華市正式落入美國之手。1857年1月23日，溫哥華市正式成立。

## 人口
按市政府於2008年作的一次人口普查，全市共有164,000人。其人口密度為每平方公里1,295.4人。
而據2010年全美人口普查，全市人口中76.2%為白種人，黑人佔2.9%，美洲土著1%，而亞洲裔則為5%。而再據2000年人口普查資料，全市白人中16.4%為德國裔，9.2%英格蘭裔，8.4%則為愛爾蘭裔人。至於語言中，則達89.2%的人口以英語作母語。

## 經濟
早年該市是以皮毛貿易起家，後來由於豐富的資源，又發展出林木業。又另因氣候宜人，種植水果的農業也因而有所發展，而該市的產出包括有蘋果、草莓和李子。
在二十世紀初多項基礎建設啟用時，造船、造紙和製鋁等行業，曾於該市盛極一時。由於森林耗盡，加以成本高昂，大量工廠遷走，溫哥華市已轉型成以服務業為主要收入來源。
目前電腦製造商惠普在該市設立了研發院。

## 交通

### 航空
- 皮爾遜機場（英語：Pearson Field），是私人的飛機場。
- 鄰近奧勒岡州波特蘭市境內的波特蘭國際機場。

### 道路
- 5號州際公路
- 205号州际公路

## 友好城市
溫哥華有兩個友好城市：
- 日本城陽市
- 秘魯阿雷基帕

## 外部連結
- （英文） 溫哥華市官方網站 （页面存档备份，存于）
- （英文） 溫哥華商會網站 （页面存档备份，存于）
- （英文） 溫哥華堡國家史跡 （页面存档备份，存于）